# Bessa africana
Bessa africana är en tvåvingeart som först beskrevs av Charles Howard Curran 1941.  Bessa africana ingår i släktet Bessa och familjen parasitflugor.
Artens utbredningsområde är Zimbabwe. Inga underarter finns listade i Catalogue of Life.